# Antti Kempas
Antti Kempas (Helsinki, 3 oktober 1980) is een Finse snelwandelaar. Hij nam tweemaal deel aan de Olympische Spelen, maar won hierbij geen medailles.
Op het WK 2007 in Osaka finishte hij elfde op de 50 km snelwandelen, twee jaar eerder op het WK 2005 in thuisbasis Helsinki was hij nog eenentwintigste. Hij deed ook mee aan de Europese kampioenschappen atletiek 2006, maar viel uit op de 50 km. Bij de Olympische Spelen van Peking was een twintigste plaats zijn deel. Op de Olympische Zomerspelen 2012 in Londen eindigde hij op een 41e plaats met een tijd van 4:01.50.

## Titels
- Fins kampioen 50 km snelwandelen (outdoor) - 2003, 2004
- Fins kampioen 20 km snelwandelen (outdoor) - 2005, 2006
- Fins kampioen 50 km snelwandelen (indoor) - 2006

## Persoonlijke records
Outdoor
| Onderdeel             | Prestatie | Datum            | Plaats   |
| --------------------- | --------- | ---------------- | -------- |
| 10.000 m snelwandelen | 43.39,43  | 4 september 2004 | Göteborg |
| 20 km snelwandelen    | 1:25.29   | 21 april 2007    | Tuusula  |
| 50 km snelwandelen    | 3:55.19   | 22 augustus 2008 | Peking   |

Indoor
| Onderdeel            | Prestatie | Datum            | Plaats   |
| -------------------- | --------- | ---------------- | -------- |
| 3.000 m snelwandelen | 11.51,52  | 10 februari 2002 | Helsinki |

## Palmares

### 20 km snelwandelen
- 2012: 69e OS - 1:28.20

### 50 km snelwandelen
- 2005: 21e WK - 4.10.30
- 2007: 11e WK - 3.59.34
- 2008: 20e OS - 3:55.19
- 2012: 41e OS - 4:01.50